# Andrzej Chrzanowski (aktor)
Andrzej Maria Chrzanowski (ur. 18 grudnia 1945 w Sopocie) – polski twórca, reżyser, aktor, projektant.

## Życiorys
Jest synem Andrzeja Chrzanowskiego, inżyniera. W 1970 ukończył Państwową Wyższą Szkołę Teatralną w Warszawie, a w roku 1976 Państwową Wyższą Szkołę Filmową, Telewizyjną i Teatralną w Łodzi.
W latach 1970–1972 był aktorem Teatru Narodowego w Warszawie. Od 1972 do 1979 pełnił funkcję reżysera w zespołach filmowych. W latach 1979–1981 był dyrektorem i kierownikiem artystycznym Teatru Współczesnego w Szczecinie. W szczecińskim teatrze wyreżyserował m.in. „Lot nad kukułczym gniazdem” Wassermanna, „Kopciucha” Głowackiego, „Warszawiankę” Wyspiańskiego, „Kamienne niebo” Krzysztonia, „Czyje to życie” Clarka. Od 1981 wykładał na Wydziale Radia i Telewizji Uniwersytetu Śląskiego. W latach 1982–86 był dyrektorem firmy fonograficznej „Polton”. Od 1986 rozpoczął działalność biznesową polegająca na wdrażaniu luksusowych automatycznych parkingów samochodowych AUTOPARK® według własnego patentu, we współpracy z pracownikami naukowymi Warszawskiej Politechniki i Centrum Badań Kosmicznych.
Był jednym z bohaterów zbioru reportaży Nasi współcześni, opublikowanych częściowo w 1980 przez Młodzieżową Agencję Wydawniczą.
Ma żonę Wiesławę, potomkowie: córka Ama (ur. 1986), syn Jakub (ur. 1977).

## Filmografia
- Wspólny debiut w głównych rolach z Piotrem Fronczewskim w Na niebie i na ziemi;
- Główna rola w debiucie Feliksa Falka W środku lata z Teresą Budzisz-Krzyżanowską;
- Około 10 głównych ról w filmach i serialach telewizyjnych;
- Ponad 25 reżyserii teatralnych, telewizyjnych i filmowych, między innymi: prapremiera Kopciuch Janusza Głowackiego – Teatr Współczesny w Szczecinie, Wojna i pokój z Januszem Gajosem i Jerzym Zelnikiem w Teatrze na Woli, Caligula z Piotrem Fronczewskim w Teatrze Dramatycznym, Święty eksperyment – Teatr Telewizji.
- 1973: Na niebie i na ziemi – major Janusz Horycki
- 1973: Czarne chmury – rajtar Hans (odc. 1-5, 10)
- 1973: Nagrody i odznaczenia – NSZ-owiec grający w karty
- 1974–1977: Czterdziestolatek – Stasiak (w odc. 15 i 19, także jako inżynier Morszczuk)
- 1974: Najważniejszy dzień życia – Skrzypek, zastępca dyrektora szkoły
- 1975: Noce i dnie – Kazimierz Sielski
- 1975: Partita na instrument drewniany – operator kroniki filmowej
- 1975: W środku lata – Adam Groński, mąż Elżbiety
- 1975: W te dni przedwiosenne – przewodniczący sądu
- 1976: Brunet wieczorową porą – fachowiec z telewizji opowiadający o westernach
- 1976: Motylem jestem, czyli romans 40-latka – inżynier Morszczuk
- 1976: Najlepsze w świecie – kolega Wandalina
- 1976: Polskie drogi – Oberscharfuehrer rozmawiający z Heynckessem (odcinek 5)
- 1976: Wielki układ – Stefan Nowicki
- 1976: Zdjęcia próbne – aktor w mundurze niemieckiego oficera
- 1977: Noce i dnie – Kazimierz Sielski (odc. 12)
- 1977: Pokój z widokiem na morze – doktorant
- 1977: Sprawa Gorgonowej – lekarz odbierający poród Gorgonowej
- 1977: Zimne ognie
- 1978–1984: 07 zgłoś się – milicjant prowadzący śledztwo w sprawie udziału Zubka w zabójstwie Malickiego (odc. 6); doktor Adam Miłosz (odc. 16)
- 1978: Rodzina Połanieckich – Bigiel, wspólnik Połanieckiego
- 1978: Wejście w nurt
- 1978: Życie na gorąco – człowiek Kurta (odc. 5)
- 1979: Wściekły – Jan Golewicz
- 1980: W biały dzień – redaktor gazety odmawiający druku tekstu Koraba
- 1981: Najdłuższa wojna nowoczesnej Europy – Władysław Bentkowski (odc. 4-7)
- 1982: Blisko, coraz bliżej – przewodniczący Rady Wojewódzkiej (odc. 10)
- 1982: Słona róża – Goodwin, mąż Idy
- 1983: Marynia – Bigiel, wspólnik Połanieckiego
- 1984: Siedem życzeń – kapłan egipski; inspektor z kuratorium (dwie role)
- 1987: Śmieciarz – oficer (odc. 4)
- 1993: Uprowadzenie Agaty – łysy psychiatra
- 1995: Girl Guide – komisarz przesłuchujący Józka
- 2002: Psie serce – Andrzej Dąbrowa

## Dorobek architektoniczny
- Zrealizowane projekty trzech rezydencji z tarasami i basenami w Konstancinie;
- Wnętrza dwóch willi na górnym Mokotowie w Warszawie;
- Wnętrze 3-piętrowej kancelarii przy ul. Nowy Świat w Warszawie;
- Koncepcja architektoniczna budynku biurowo-handlowego w ścisłym centrum Warszawy

## Nagrody
- 1980: główna nagroda za reżyserię Teatru Telewizji „Wielki Człowiek” na Ogólnopolskim Festiwalu Widowisk Telewizyjnych w Olsztynie;
- 1984: nagroda w plebiscycie Widzów za najlepszy Teatr Telewizji roku – „Otello”.